# Órbita de espera

Órbita de espera para as missões lunares do Programa Ranger. Note-se que o ângulo de lançamento dependendo da hora e da janela de lançamento.

No campo da astronáutica, uma órbita de espera, é uma órbita temporária na qual um satélite, uma sonda ou uma
espaçonave são inseridos, e ficam em estado de "espera" até que, no momento oportuno, sejam acionados motores que vão direcioná-los ao objetivo
final, em geral um outro planeta.
No caso, o veículo lançador coloca a sonda ou espaçonave (geralmente junto com o último estágio) em órbita, esse conjunto fica flutuando por um tempo, enquanto
pequenos ajustes na trajetória são efetuados. Num determinado momento especificamente calculado, o motor do último estágio do foguete lançador ou da própria sonda
ou espaçonave, é acionado, impulsionando-a para a trajetória pretendida.
O processo de usar uma "órbita de espera" é oposto ao processo chamado "injeção direta", onde a sonda ou espaçonave é colocada na sua trajetória final, num
processo contínuo de impulsão do veículo lançador.

## Justificativa de uso
Existem vários motivos pelos quais uma órbita de espera pode ser usada.
- Ela pode aumentar para algumas horas a "janela de lançamento", para missões interplanetárias. Essa "janela", fica reduzida a alguns segundos ou minutos, caso ela não seja usada.[1][2]
- Em missões interplanetárias ou orbitais (diferentes de LEO), a última impulsão deve ser executada quando a sonda, espaçonave ou satélite estiver no hemisfério Sul, por exemplo.
- Para missões de órbitas geoestacionárias, o local correto para a última impulsão, é próximo ao equador. Nesses casos, o foguete é lançado, coloca a carga útil numa órbita de espera, flutua por um tempo até que esteja sobre o equador, e então aciona o motor novamente para entrar na órbita de transferência desejada.[3]
- Nas missões tripuladas para a Lua, a órbita de espera, permitia verificações nos sistemas de bordo ainda próximo a Terra, antes de partir para a missão lunar.[2]
- Ela é necessária se a órbita desejada, possui um perigeu muito alto. Nesse caso, o veículo é colocado numa órbita de espera elíptica, flutua por um tempo, até atingir o ponto mais alto da elipse, quando é impulsionado mais uma vez, para atingir o perigeu desejado.

A figura ilustra as duas primeiras justificativas.

## Desvantagens
A desvantagem mais clara na órbita de espera, é que o último estágio do foguete precisa flutuar por um tempo e ser acionado novamente em condições de microgravidade.
Além disso, a duração dos dois acionamentos (o de injeção em órbita e o final), depende de "onde", na janela de lançamento, ele deve ocorrer para que o destino final
seja atingido.

## Exemplos de uso
- Projeto Apollo[4][5]
- Ônibus espacial, apenas quando lançava satélites e sondas como a Galileo
- Veículo de Transferência Automatizado (Automated Transfer Vehicle - ATV)[6]